# Viesgo
Viesgo Distribución o simplemente Viesgo, es una empresa española fundada en 1906 con el nombre de Electra de Viesgo. Su sede social se ubica en Santander, Cantabria, y cuenta con centros operativos tanto en dicha ciudad como en Madrid. Se dedica a la generación y distribución de energía eléctrica. Tras haber formado parte de diversas transacciones entre Endesa, Enel, E.ON y el grupo inversor Macquarie, en julio de 2020 fue anunciada su compra por la portuguesa Energias de Portugal (EDP).

## Historia

### Fundación
El origen de Electra de Viesgo se encuentra en la Sociedad General de Centrales Eléctricas, que a principios del siglo XX era la encargada del suministro de energía en Santander. Esta compañía fue adquirida en 1905 por Calixto Fernández García, quien junto con Fernando Villaamil Iglesias y Luis Castillo Gogorza, fundó el 13 de julio de 1906 en Bilbao la Sociedad Anónima “Electra de Viesgo”, con un capital de 1.000.000 de pesetas.
Su primera adquisición fue, en 1910, el salto de Bárcena, sobre el río Besaya, que era propiedad de Electra de Besaya, para la producción hidroeléctrica.

### Expansión
A partir de 1910, la empresa se afianza con la compra de varias instalaciones hidroeléctricas en Cantabria, como los saltos de Urdón y de Torina. También adquiere la central térmica de Astillero, su primera gran central.
En los años 1920 se produce su entrada en Asturias, con la adquisición de la sociedad Energía Eléctrica de Asturias, pasando a tener el dominio también del mercado asturiano. Allí explota los saltos hidráulicos de Camarmeña, sobre el Cares, Doiras en Boal, San Isidro en Felechosa y La Paraya sobre el río Aller.
La guerra civil española supuso un importante golpe económico para la empresa, pues varias de sus presas fueron dinamitadas durante el conflicto. En los años 1950 prosigue su periplo de obras hidráulicas, con los saltos de Arenas de Cabrales y Silvón, en Asturias.
En 1945 absorbe Electra Pasiega, que poseía varios saltos de agua en los valles centrales de Cantabria. Ya en 1957, en consorcio con Hidroeléctrica del Cantábrico y Eléctrica de Langreo, comienza la construcción de la central térmica de Soto de Ribera, en Ribera de Arriba, que es conectada a la red en 1962. La experiencia resulta positiva y en 1958 constituye con Iberduero la sociedad Terminor S. A. para la construcción y explotación conjunta de la central térmica de Velilla, en Velilla del Río Carrión, finalizada en 1964.
Su incursión en la energía nuclear se produjo en 1957, mediante la fundación -también con Iberduero- de Nuclenor, para la explotación conjunta de la central nuclear de Garoña, que comienza su actividad en 1971. Su campo de acción abarcaba ya las comunidades de Cantabria, Asturias, Galicia y Castilla y León. Para 1975, su producción de energía es ya de 3.996 GWh.
En abril de 1973 se anunció que Electra de Viesgo iba a construir la central nuclear de Santillán, de cuatro unidades y una potencia de cuatro millones de kilovatios, cuyo coste inicial se calculó en 80.000 millones de pesetas. La empresa adquirió 71,6 hectáreas de terreno, en una franja costera que abarca superficie de los municipios de San Vicente de la Barquera y Val de San Vicente, junto a la ensenada de la playa de La Fuente; sobre los acantilados de Santillán-Boria se construyó una zanja para realizar los sondeos previos para la construcción de la central nuclear en este terreno. Se programó que comenzara a exportar energía en 1982, con una potencia de 970 megavatios. Finalmente, debido a la oposición política y social, tanto de cántabros como de asturianos, la empresa eléctrica abandonó el proyecto de forma provisional.

### Cambios corporativos
En 1983, se produce la entrada en servicio del salto de Aguayo, y ese mismo año, el Banco de Santander entra en el negocio de las energías y adquiere Electra de Viesgo, que en 1991 pasa a formar parte de Endesa, quien a su vez la vende, en 2002, a la italiana Enel, pasando a denominarse desde el 8 de enero Enel-Viesgo, que supera los 600.000 contratos de suministro. En 2006, la empresa celebra su centenario.
El 26 de junio de 2008, E.ON adquirió la compañía Enel-Viesgo, y las centrales térmicas de Los Barrios y Tarragona, creando E.ON España como unidad de mercado e incrementando su presencia en el mercado español, en el que cuenta con 650.000 clientes.

### De nuevo Viesgo
En 2015 E.ON España fue adquirida por los fondos Macquarie European Infrastructure Fund y Wren House Infrastructure, y volvió a recuperar la denominación de Viesgo. En junio, Viesgo compró a Gas Natural Fenosa su 45% de la distribuidora Begasa por 97,2 millones.
En 2017 se publicó un estudio donde se indicaba que Viesgo era, junto a las principales empresas energéticas, cementeras y siderúrgicas de España, la octava empresa que emitía más toneladas de CO2 equivalente en el país.
El 27 de junio de 2018 Repsol anunció la compra por 750 millones de euros de parte de los activos de Viesgo que incluían el área de comercialización, las centrales de ciclo combinado y la división de energía hidráulica. Quedaron excluidas de la operación las centrales de carbón.
En 2020, Macquaire se convirtió en el único accionista de Viesgo tras comprar el 40% de la compañía a su socio kuwaití Wren House Infraestructures.
En julio de 2020, se anunció que el grupo energético portugués EDP compraba a Macquaire el 75,1% de los activos de Viesgo por 2.700 millones de euros. Esta operación duplicaba el tamaño de EDP en España. Con este cambio accionarial Macquarie mantenía un 24,9% de la sociedad.

## Instalaciones
Viesgo dispone de 2 centrales hidráulicas y 24 parques eólicos en la península ibérica, de los cuales 20 están en España y 4 en Portugal. Todos ellos cuentan con la norma internacional ISO 14001 de Gestión Medioambiental. Tras recuperar su denominación original, y el anuncio de cierre de las centrales térmicas de carbón en España, los activos controlados por la empresa son:
Parques eólicos (España)
- PE Ascoy (Murcia, España)
- PE Bodenaya (Asturias, España)
- PE Boquerón (Zaragoza, España)
- PE Borja I (Zaragoza, España)
- PE Borja II (Zaragoza, España)
- PE Carcelén (Albacete, España)
- PE Hiperión II (Soria, España)
- PE La Victoria (Cádiz, España)
- PE Mallén (Zaragoza, España)
- PE Matabuey (Salamanca, España)
- PE Mingorrubio (Albacete, España)
- PE Páramo de Poza (Burgos, España)
- PE Paxareiras (La Coruña, España)
- PE Pico Gallo (Asturias, España)
- PE Planas de Pola (Zaragoza, España)
- PE Remolinos (Zaragoza, España)
- PE San Juan de Bargas (Zaragoza, España)
- PE Santo Cristo de Magallón (Zaragoza, España)
- PE Sierra de Tineo (Asturias, España)

Parques Eólicos (Portugal)
- PE Alto Folgorosa (Lisboa)
- PE Barão de São João (Algarve)
- PE Espinhaço de Cão (Algarve)
- PE Joguinho (Lisboa)

Centrales hidráulicas
- Central Minihidráulica de Crisa.
- Central hidráulica de Guadalimar.

Centrales térmicas
- Central térmica de Los Barrios (Algeciras, España).
- Central térmica Puente Nuevo (Espiel, España). Desmantelada.